# Бальдауфф, Лоренс
Лоренс Бальдауфф (люкс. Laurence Baldauff; род. 19 ноября 1974, Люксембург) — австрийская лучница люксембургского происхождения, выступающая в соревнованиях по стрельбе из олимпийского лука. Участница Олимпийских игр в Рио-де-Жанейро.

## Карьера

### Чемпионат мира 2015
Бальдауфф принимала участие в отдельном квалификационном турнире, который был проведён в рамках чемпионата мира в Копенгагене и являлся квалификационным на Олимпийские игры. В первом раунде отбора Лоренс победила белорусскую лучницу Карину Дёминскую, в полуфинале оказалась сильнее польки Карины Липярской, а в финале уступила итальянке Гвендалине Сартори, но прошла квалификацию в Рио. Бальдауфф также принимала участие в основных соревнованиях, где дошла до стадии 1/16 финала, победив испанку Адриану Мартин и венесуэльскую лучницу Лейдис Брито, но затем уступила японке Каори Каванака.

### Олимпийские игры 2016
Лоуренс начала заниматься стрельбой из лука в 1990 году и дебютировала на международной арене в 1993 году. Она вошла в состав сборной Австрии для участия в индивидуальных соревнованиях по стрельбе из лука на Олимпийских играх 2016 года в Рио-де-Жанейро. Завершив рейтинговый раунд на 41-м месте с результатом 619 очков, уже на стадии 1/32 финала плей-офф она попала на индийскую лучницу Бомбайлу Деви Лайшрам, которой проиграла со счётом 2:6 и покинула дальнейшие соревнования.